# Staatsservitut
Als Staatsservitut bezeichnet man eine zwischenstaatliche bzw. völkerrechtliche Vereinbarung zweier oder mehrerer Staaten, die zur Vermeidung von Konflikten der Gebietshoheit eines Staates mit der Personalhoheit eines anderen Staates geschlossen wird. Unter Servitut versteht man ein Nutzungsrecht an einer fremden Sache.
Aus der Personalhoheit ergibt sich die Herrschaftsmacht des Staates über seine Staatsangehörigen unabhängig von deren Aufenthaltsort, während Gebietshoheit die rechtlich geordnete Herrschaft des Staates über alle in seinem Staatsgebiet befindlichen Sachen und Personen bezeichnet. Beide können in Konkurrenz zueinander stehen. Dieses Spannungsverhältnis zwischen Personal- und Gebietshoheit wird durch Staatsservitute beseitigt.
Beispiel:
Ein Deutscher begeht in Frankreich einen Raubüberfall. Er unterliegt aufgrund der Personalhoheit der deutschen Strafgewalt. Die Bundesrepublik Deutschland kann ihn jedoch nicht ohne die Hilfe Frankreichs nach Deutschland zurückführen, da sie die Gebietshoheit Frankreichs zu beachten hat. Eine Rückführung ist nur mit Zustimmung Frankreichs möglich, da Deutschland keine Hoheitsmacht auf dem französischen Staatsgebiet ausüben darf.
Zu unterscheiden ist zwischen positiven und negativen Staatsservituten. Als positives Staatsservitut bezeichnet man die Verpflichtung eines Staats, auf eigenem Territorium fremde Staatsgewalt zu dulden, zum Beispiel Militärstützpunkte auf fremdem Staatsgebiet. Unter einem negativen Staatsservitut versteht man die Verpflichtung eines Staates, auf eigenem Staatsgebiet in bestimmtem, begrenztem Umfang auf die Ausübung seiner Staatsgewalt zu verzichten. Hierunter fällt zum Beispiel ein Vertrag, der eine Rüstungsbeschränkung enthält.
Auch die Exterritorialität kann als eine Sonderform des positiven Staatsservituts verstanden werden. Sie bezeichnet jedoch die Einschränkung der Hoheitsbefugnis ausschließlich für den diplomatischen Verkehr.
Als besondere Form des Staatsservituts werden weiterhin die Doppelbesteuerungsabkommen angesehen.